# Соболев, Николай Алексеевич (Герой Социалистического Труда)
Николай Алексеевич Соболев (1919—2007) — советский работник сельского хозяйства, Герой Социалистического Труда (1971).

## Биография
Родился 5 мая 1919 года в селе Старые Бурундуки Буинского уезда Симбирской губернии (ныне Буинского района Республики Татарстан). Когда в годы коллективизации их семья вступила в колхоз, Николай вместе с отцом и братьями трудился в поле.
Осенью 1939 года был призван в армию и с началом Великой Отечественной войны начал воевать в составе войск 1-го Белорусского фронта политработником. Дошёл до Берлина, но незадолго до окончания войны был тяжело ранен и демобилизован.
Вернулся в Больше-Тарханский (ныне Тетюшский) район ТАССР и начал работать на партийных должностях. В 1950 году, после окончания партийной школы, Соболев работал в Алькеевском, а затем Куйбышевском райкоме партии. Когда в СССР развернулось движение «тридцатитысячников», Н. А. Соболев возглавил отстающий колхоз «Красный луч». В 1958 году, учитывая его опыт хозяйственной и организаторской, был назначен заместителем председателя исполкома Алексеевского райсовета. А в январе 1960 года Соболев снова возглавил уже другой колхоз — «Россия», где трудился до 1972 года, пока не вышел по болезни на пенсию. Отстающий колхоз под руководством Соболева был выведен в колхозы-миллионеры, неоднократным участником и победителем ВДНХ СССР, обладателем государственных наград.
Умер 5 апреля 2007 года.

## Награды
- В апреле 1971 года Н. А. Соболеву было присвоено звание Героя Социалистического Труда с вручением ордена Ленина.
- Был награждён за подвиги в войне орденами Отечественной войны I и II степеней, двумя орденами Красной Звезды и медалями. В мирное время в 1965 году был награждён Почётной грамотой Президиума Верховного Совета Татарской АССР, а в 1966 году — орденом «Знак Почета».